# System of Environmental-Economic Accounting
Das System of Environmental-Economic Accounting (SEEA) ist ein ab 1993 vom Statistischen Amt der Vereinten Nationen entwickelter Standard zur Erfassung des ökologischen Zustandes der Volkswirtschaften.
Dieser SEEA-Standard soll den Zustand der Umwelt und die Vergleichbarkeit der Zusammenhänge von Umwelt und Wirtschaft zwischen den Nationen möglich machen. Der Standard wurde überarbeitet und im Jahr 2012 von den Vereinten Nationen beschlossen.
Das Rahmenwerk folgt den Rechenlegungsstrukturen der System of National Accounts (SNA) und verwendet Konzepte, Definitionen, Tabellenstandards und Klassifikationen, die der Integration der Umweltdaten und Wirtschaftsstatistiken dienen. Die statistischen Daten dienen der Politik, der Wissenschaft und der Zivilgesellschaft.
Der überarbeitete Standard besteht aus drei Teilwerken: zunächst dem Central Framework. Dieser erste internationale Standard für Wirtschaft-Umwelt-Rechenschaftslegung wurde von der UN Statistical Commission ausgearbeitet. Das SEEA Central Framework ist als PDF-Broschüre erhältlich. Zweitens dem SEEA Experimental Ecosystem Accounting (EEA) and SEEA Applications and Extensions. Die Subsysteme des SEEA-Rahmenwerkes betreffen spezielle Ressourcen oder Sektoren, darunter vor allem Energie, Wasser, Fischerei, Land und Umweltsysteme und weiterhin Landwirtschaft.
Im August 2011 trat die EU-Verordnung zur Umweltökonomischen Gesamtrechnung in Kraft.
In Deutschland wird die Umweltökonomische Gesamtrechnung (UGR) (englisch: „Integrated Environmental Accounts“, „Green Accounting“) vom Statistischen Bundesamt und den Statistischen Ämtern der Bundesländer erarbeitet. Diese Erhebungen folgen in Abstimmung mit dem Rahmenwerk der SEEA. 
Mit UGR wird die Wechselwirkung der Entnahmen aus der Natur und der Inanspruchnahme der natürlichen Ressourcen für die Wirtschaft erfasst und als periodenbezogene Ströme dokumentiert. Wirtschaftliche Aktivitäten in Bezug auf die Natur werden dabei aus zwei Perspektiven erfasst: Einmal, in welchem Umfang eine Naturressource in Anspruch genommen wird, weiterhin, welche Verwendung welche Mengen einer solchen Ressource finden; dabei gehen auch die Anteile aus ausländischen Teilen der Wertschöpfungsketten ein. Damit werden Bestand und Änderungen der Naturressourcen erfasst und monetär bewertet.
Publikationen der UN zu SEEA sind downloadbar.